# Biserica de lemn Sfântu Nicolae din Miheșu de Câmpie

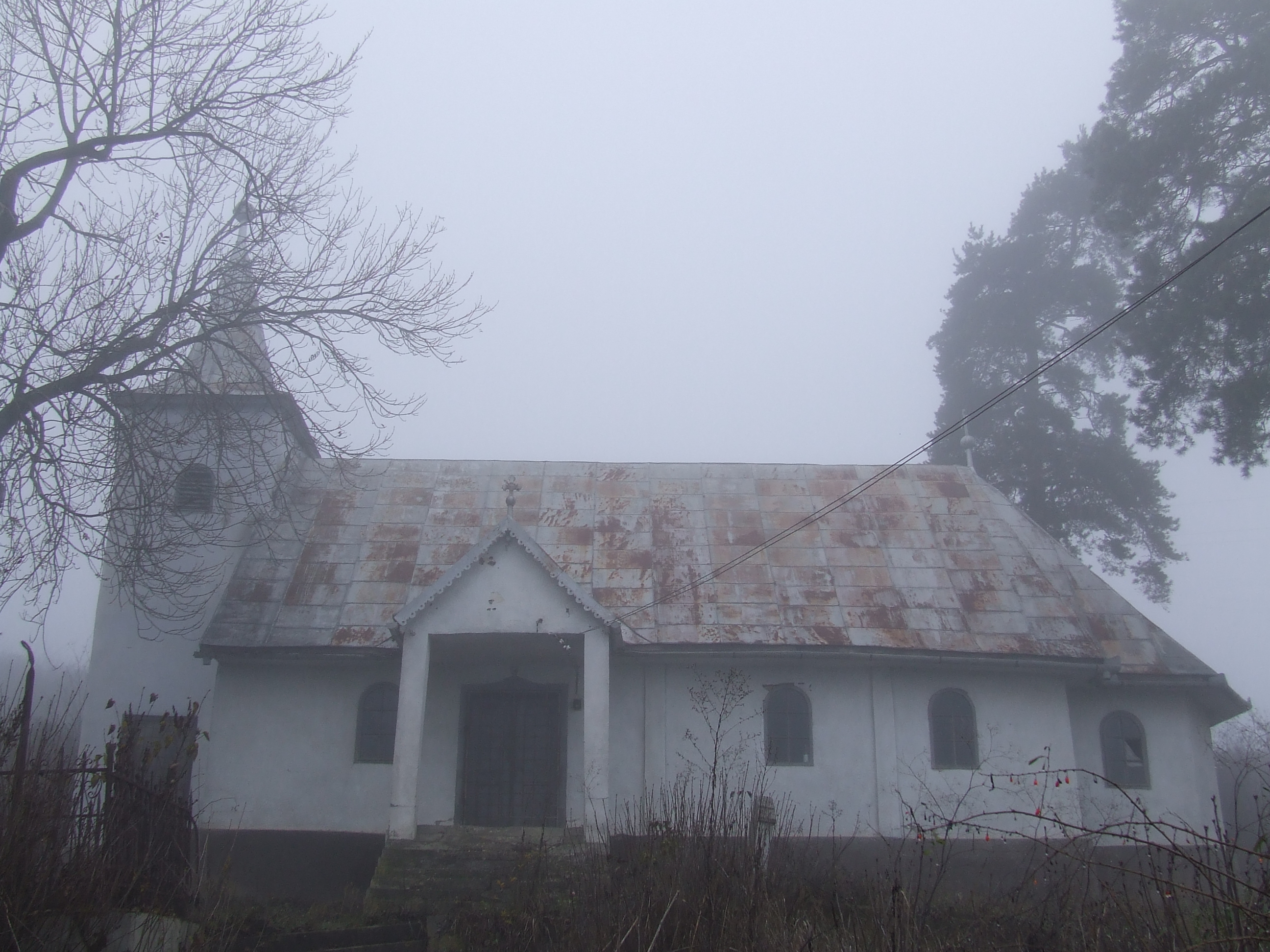
Biserica de lemn din Miheşu de Câmpie, cu hramul Sfântul Nicolae. Vechea biserică ortodoxă.

Biserica de lemn din Miheșu de Câmpie, din comuna cu același nume, județul Mureș. Biserica nu se află pe noua listă a monumentelor istorice. Are hramul "Sfântul Nicolae" și era folosită de comunitatea ortodoxă.

## Istoric și trăsături
Biserica, care apare în literatura de specialitate și cu un alt hram (Sfinții Arhangheli), a fost construită în 1901 din materialul obținut în urma demolării vechii biserici., care fusese ctitorită de preotul Petru Șeulean. Este ridicată pe un soclu de piatră, are un plan dreptunghiular, cu absida decroșată, poligonală, cu cinci laturi. Nava și altarul sunt acoperite de câte o boltă semicilindrică. Clopotnița, mai îngustă, este alipită laturei de vest. De la ctitoria anterioară, din secolul XVIII, s-au păstrat patru icoane valoroase care pot fi atribuite lui Toader zugrav.